# Achmore (Highland)
Achmore (Schots-Gaelisch: Acha Mòr) is een dorp aan de zuidelijke oevers van Loch Carron in Ross and Cromarty in de Schotse Hooglanden. Het dorp ligt net ten westen van de A890 tussen Auchtertyre en Achnasheen, ongeveer 2,5 kilometer ten zuidwesten van Stromeferry. 